# Konráð Gíslason

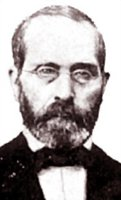
portréképe

Konráð Gíslason (Izland, 1808. július 3. – 1891. január 4.)  izlandi nyelvtudós és filológus, egyike volt a Fjölnismenn-nek, az izlandi értelmiségiek egy csoportjának, akik a 19. században az izlandi nemzeti öntudat újjáélesztésének élére álltak. Királyi kinevezéssel tagja volt az 1849-es dán alkotmányozó gyűlésnek.

## Életrajza
Konráð az izlandi Skagafjörðurban, Langamýriban született.  Ő volt a krónikás Gísli Konráðsson és felesége, Efemía Benediktsdóttir legidősebb gyermeke.  Korai éveiben Jón Konráðsson lelkész és lánya dán nyelvre, számtanra és latin nyelvre oktatta, de egyébként nem részesült hivatalos iskolai oktatásban, apja farmján juhokat terelt.
Konráð 17 éves korában délre utazott, hogy munkát keressen halászként, és Álftanesben dolgozott a nyár folyamán Hallgrímur Scheving, a Bessastaðir iskola tanítójának segédmunkásaként.  Hallgrímur hamarosan felkérte fiatal alkalmazottját, hogy segítsen neki középkori izlandi szövegek filológiai elemzésében, és megtanította őt latinra.  Konráð tehetséges tanítványnak bizonyult, és Hallgrímur ösztöndíjat szerzett neki, hogy Bessastaðirban tanulhasson.
1831-ben Konráð befejezte tanulmányait Bessastaðirban, és Dániába utazott, hogy a Koppenhágai Egyetemen tanuljon.  Kezdetben jogtudományt tanult, de hamarosan felhagyott a joggal, hogy a északír nyelv és az izlandi filológia területére összpontosítson.
Konráð dán menyasszonya 1846-ban, nem sokkal az esküvőjük tervezett időpontja előtt meghalt.  Kilenc évvel később feleségül vette elhunyt menyasszonyának özvegy nővérét, és a lány 1877-ben bekövetkezett haláláig együtt éltek.  Az előző házasságából született egy értelmi fogyatékos fia, akivel Konráð állítólag kedvesen bánt.
Gyakran emlegetik úgy is, hogy ő az utolsó a Fjölnismenn, utalva arra, hogy ő volt az egyetlen a négy alapító, aki nem halt meg fiatalon. Konráð makacs és nehéz természetű emberként volt ismert, és későbbi életében fokozatosan egyre jobban elszigetelődött a koppenhágai izlandi közösségtől.
Végrendeletében Konráð úgy rendelkezett, hogy minden vagyonát, beleértve könyveit és középkori kéziratait is, az Arnamagnæan Intézetnek adományozza.

## Munkássága
Jónas Hallgrímsson, Brynjólfur Pétursson és Tómas Sæmundsson mind a Bessastaðirban, mind a Koppenhágai Egyetemen diáktársai voltak.  1834-ben ők négyen - akiket együttesen Fjölnismenn'ént ismertek - megalapították az izlandi Fjölnir című folyóiratot, amelynek első száma a következő évben jelent meg.  Később, 1847-ben Konráð és Brynjólfur elsőként adta ki Jónas Hallgrímsson verseit.

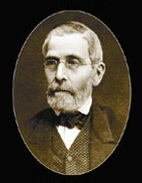
Konráð Gíslason

Konráð az izlandi helyesírást a tényleges kiejtéshez akarta igazítani, és a Fjölnir második példányában új izlandi helyesírási rendszert vezetett be.  Elképzelései azonban nem váltak be, és később felhagyott a tervvel. 1839-ben ösztöndíjat kapott az Arnamagnæi Intézettől, és a következő években az izlandi nyelv kutatása mellett egy dán-izlandi szótáron dolgozott.  Konráð széleskörűen hozzájárult az izlandi mint írott nyelv fejlődéséhez.
Konráð úttörő volt az izlandi szótárak terén, 1851-ben dán-izlandi szótárt adott ki.  Hozzájárult Richard Cleasby és Guðbrandur Vigfússon izlandi-angol szótárához is.  Tanulmányozta az óizlandi nyelvet, és ő volt az első tudós, aki megkülönböztette az óizlandi nyelvet a modern izlanditól a Um frumparta íslenzkrar túngu í fornöld (magyarul: "Az izlandi nyelv alkotórészeiről az ősi időkben") (1846).
Konráð több óizlandi szöveget is kiadott, köztük a Njáls sagát, a Det nordiske Literatur-Samfund (magyarul: Az Északi Irodalmi Alapítvány) társasággal közösen és a Veraldar sagát. Az izlandi mondák kiadványai sokat tettek a középkori izlandi irodalom a dán olvasóközönséggel való megismertetéséért 
1846-ban tanári állást kapott a reykjavíki iskolában, amit később visszautasított, mivel ígéretet kapott a koppenhágai egyetem skandináv filológia előadói állására.  Ezt az állást 1848-ban kapta meg, 1853-ban pedig rendes professzorrá nevezték ki, és ezt a tisztséget 1886-ig töltötte be.

## Nevezetesebb művei
- Oldnordisk Formlære (Koppenhága, 1858)
- Udvalg af oldnordiske skjaldekvad (uo. 1892)

## Fordítás
Ez a szócikk részben vagy egészben  a   Konráð Gíslason című angol Wikipédia-szócikk ezen változatának fordításán alapul.  Az eredeti cikk szerkesztőit annak laptörténete sorolja fel. Ez a jelzés csupán a megfogalmazás eredetét és a szerzői jogokat jelzi, nem szolgál a cikkben szereplő információk forrásmegjelöléseként.